# Cuzieu (Loire)
Cuzieu é uma comuna francesa na região administrativa de Auvérnia-Ródano-Alpes, no departamento de Loire. Estende-se por uma área de 11,51 km². Em 2010 a comuna tinha 1 568 habitantes (densidade: 136,2 hab./km²).